# Delphinium pseudotongolense
Delphinium pseudotongolense är en ranunkelväxtart som beskrevs av Wen Tsai Wang. Delphinium pseudotongolense ingår i släktet storriddarsporrar, och familjen ranunkelväxter. Inga underarter finns listade i Catalogue of Life.